# India Catalina
Pour les articles homonymes, voir Catalina.
India Catalina (1495 - 1538 ?) est une femme autochtone qui accompagna Pedro de Heredia dans son expédition autour de Carthagène. Elle lui servit d'interprète auprès des autochtones.

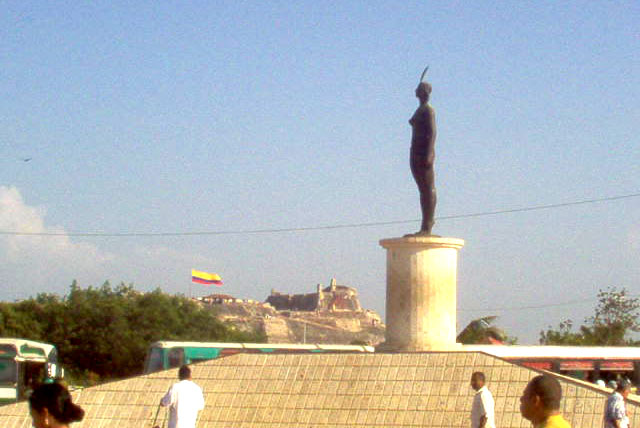
Statue de l'India Catalina à Carthagène en Colombie avec en arrière-plan le château de San Felipe

## Biographie
India Catalina avait été enlevée vers 1509, alors qu'elle était enfant, par le conquistador espagnol Diego de Nicuesa, dans la ville connue aujourd'hui sous le nom de Galerazamba (es) (Zamba), dans le département de Bolívar. Elle était d'une famille de caciques de la région de Zamba ou Galerazamba, appartenant au groupe ethnique des Mokaná. Emmenée à Saint-Domingue, elle y avait appris la langue, les usages et la religion des espagnols. À son retour sur le continent vers 1527, elle avait partagé ses connaissances.
Elle sert de traductrice à Pedro de Heredia à partir de janvier 1533.
India Catalina est un symbole des peuples autochtones, bien qu'elle ait contribué activement à la colonisation.
La date, le lieu et les causes de sa mort sont incertains. L'année 1529 est souvent évoquée mais la date du 11 mai 1538 est également une hypothèse selon des historiens, possiblement à Carthagène des Indes.

## Monument

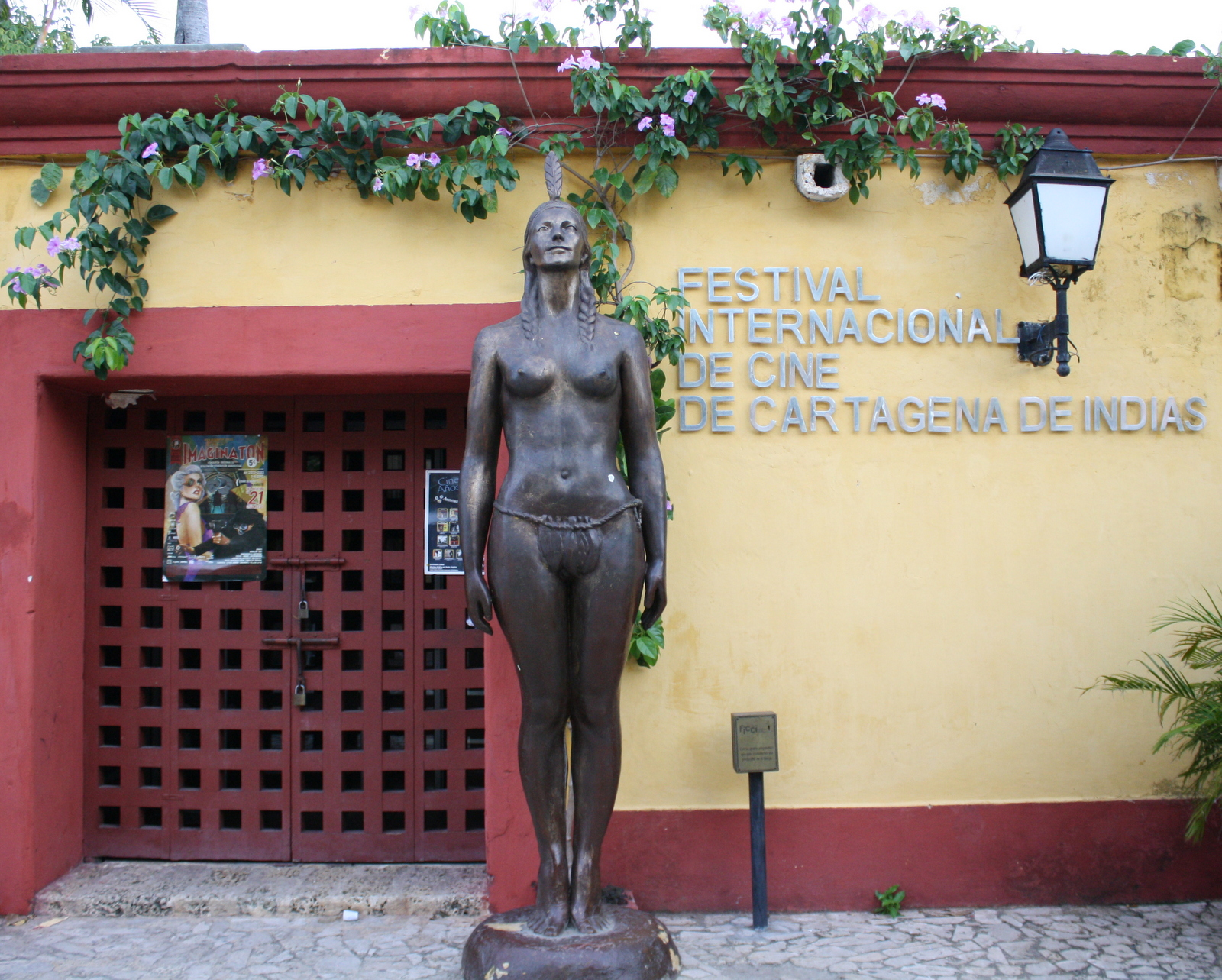
Statue d'India Catalina devant le bâtiment du Festival du film de Carthagène.

Le monument à l'India Catalina se trouve dans la ville de Carthagène en Colombie, il a été érigé par Eladio Gil Zambrana et inauguré le 9 mars 1974, la statue a été reproduite à partir de la statuette créée par Héctor "Tito" Lombana en 1960 laquelle est offerte aux gagnants du Festival international du film de Carthagène.
Le modèle du monument est Judith Arrieta à 15 ans (née à San Juan Nepomuceno) pour le buste et le visage.
Jusqu'en septembre 2006, la statue se trouvait à l'intersection de l'avenue Pedro de Heredia et de l'avenue Venezuela d'où elle a été déplacée de 12 m pour permettre le passage du système de transport massif Transcaribe. Ce transfert a donné lieu à une marche de protestations des habitants de la ville incluant même Eladio Gil, le sculpteur de la statue.